# نادي الفجر عربصاليم
نادي الفجر عربصاليم الرياضي هو نادي كرة قدم لبناني يقع مقره في عربصاليم، النبطية. فاز النادي في الدوري اللبناني الدرجة الثالثة في موسم 2010-11 دون أي خسارة في 21 مباراة متتالية وصعد إلى الدرجة الثانية لأول مرة في تاريخه.

## الإنجازات
- الدرجة الثالثة
  - البطل (1): 2010-11